# Carlos Quintero (wielrenner)
Carlos Julián Quintero Norena (Villamaría, 5 maart 1986) is een Colombiaanse wielrenner die sinds 2019 rijdt voor Manzana Postobón Team. Carlos Quintero is voormalig nationaal kampioen ploegenachtervolging, en reed tussen 2012 en 2015 voor Colombia.

## Biografie
Carlos Quintero werd op 5 maart 1986 geboren in Villamaría, in het departement Caldas in het midden van Colombia. Quintero's wielerrencarrière begon met het baanwielrennen waarmee hij nationaal kampioen werd in 2005. In datzelfde jaar werd Quintero ook derde op het onderdeel ploegenachtervolging tijdens de Pan-Amerikaanse kampioenschappen baanwielrennen. In 2011 werd hij vierde op het Pan-Amerikaanse wegkampioenschap.
Na enkele amateurwedstrijden in voornamelijk Italië gereden te hebben stapte hij in 2012 over naar de professionele Colombiaanse Coldeportes-Colombia ploeg. Voor die ploeg startte hij onder andere in Milaan-San Remo 2012, deze reed hij niet uit. Hij won in dat jaar wel het bergklassement in de Vierdaagse van Duinkerke. In 2013 mocht de Colombiaan in de Ronde van Italië starten.

## Overwinningen
2005
 Colombiaans kampioen ploegenachtervolging, Elite
2012
Bergklassement Vierdaagse van Duinkerke
2015
Bergklassement Tirreno-Adriatico
2019
1e etappe Ronde van Asturië
2021
Grand Prix Velo Alanya
Grand Prix Gündoğmuş

## Resultaten in voornaamste wedstrijden
| Jaar | Ronde van Italië | Ronde van Frankrijk | Ronde van Spanje |
| ---- | ---------------- | ------------------- | ---------------- |
| 2012 |                  |                     |                  |
| 2013 | opgave           |                     |                  |
| 2014 | 117e             |                     |                  |
| 2015 |                  |                     | 92e              |

| Jaar | Milaan-San Remo | Luik-Bast.‑Luik | Ronde van Lombardije |  | WK op de weg |
| ---- | --------------- | --------------- | -------------------- |  | ------------ |
| 2012 | opgave          |                 |                      |  |              |
| 2013 |                 |                 | opgave               |  |              |
| 2014 |                 | 83e             | opgave               |  | opgave       |
| 2015 | 107e            |                 | 61e                  |  | 68e          |

## Ploegen
- 2012 –  Coldeportes-Colombia
- 2013 –  Colombia
- 2014 –  Colombia
- 2015 –  Colombia
- 2016 –  China Continental Team of Gansu Bank (vanaf 15-6, tot 25-8)
- 2018 –  Equipo Continental Orgullo Paisa
- 2019 –  Manzana Postobón Team
- 2020 –  Terengganu Cycling Team
- 2021 –  Terengganu Cycling Team

Ávila · Cano · Castiblanco · Díaz · Duarte · Duque · Martínez · Molano · Pantoja · Paredes · Pedraza · Quintero · B.Ramírez · C.Ramírez · Rubiano · Sarmiento · Torres · Valencia · Barón (stagiair)
Hernández · Montiel · Moreno · Muñoz · D. Osorio · E. Osorio · Quintero · Restrepo · Serna · Villada